# Оттавська конвенція
Конве́нція про заборо́ну застосува́ння, накопи́чення запа́сів, виробни́цтва і переда́чі протипіхо́тних мін та про ї́хнє зни́щення (неофіційно Оттавська конвенція) — міжнародна угода (договір, конвенція), спрямована на припинення використання протипіхотних мін як одного із засобів збройної боротьби.

## Історія
Ухвалена на дипломатичній конференції в Осло 18 вересня 1997 і відкрита для підписання в Оттаві 3-4 грудня 1997 року. Конвенція набрала чинності 1 березня 1999.
Україна підписала конвенцію у лютому 1999 року у Нью-Йорку. Ратифікація договору Верховною Радою відбулася 18 травня 2005 року. На час підписання угоди Україна порядкувала п'ятим найбільшим арсеналом протипіхотних мін у світі (після Китаю, Російської Федерації, США та Пакистану), що дістався їй у спадок від Радянського Союзу та налічував 6 млн мін типу ПФМ-1. 27 травня 2003 року на Донеччині, у результаті виконання рамкової домовленості між Кабінетом Міністрів України і урядом Канади про ліквідацію протипіхотних мін в Україні, було ліквідовано останню міну типу ПМН.
Розробка та підписання договору стали результатом діяльності Міжнародної кампанії по забороні протипіхотних мін (англ. International Campaign to Ban Landmines, ICBL), розпочатої у 1992 році. Серед членів Ради Безпеки ООН, які не підписали Договір Китай, Росія і США. Інші країни, що не приєдналися до цієї угоди, включають Індію, Ізраїль, Північну та Південну Корею).
У квітні 2025 року Литва і Латвія, а у червні Фінляндія, Польща та Естонія офіційно вийшли з Оттавської конвенції.

## В Україні
Україна підписала Оттавську конвенцію 24 лютого 1999 року, а ратифікувала у 2005 році.
У 2015, уже під час російсько-української війни, посол ЄС в Україні Ян Томбінський заявив, що утилізація трьох мільйонів протипіхотних мін в Україні, яку фінансує ЄС, має бути завершена до 2018 року.
До 2020-го було знищено три мільйони мін. Понад три мільйони мін мало б ще лишитися. Утилізацію старих радянських мін фінансували та технічно підтримували ЄС і НАТО.
29 червня 2025 року ЗМІ опублікували інформацію про те, що Президент України Володимир Зеленський підписав указ про вихід України з конвенції. 15 липня того ж року Президент України офіційно повідомив про підписання указу.
15 липня 2025 року Верховна Рада проголосувала за зупинку дії Конвенції до моменту повного припинення збройної агресії Росії.